# Nitsche & Günther
Nitsche & Günther (kurz NUG) war ein bedeutendes Unternehmen der optischen Industrie in Rathenow, Brandenburg. Es entwickelte sich von einem Großhandelsunternehmen für optische Artikel mit eigener Glasschleiferei zu einem der größten Hersteller von Brillen und optischen Geräten in Europa.

## Geschichte
Die Firma wurde am 15. April 1866 als „Altstädtische Optische Industrie-Anstalt Nietsche & Günther“ von Ernst Nitsche (1817–1898) und August Günther (1839–1902) in Rathenow gegründet. Das Unternehmen bezog anfänglich Brillen, Klemmer und Etuis von der lokalen Hausindustrie und belieferte mit seinen Produkten die Augenoptikbranche. 1875 ging das Unternehmen eine Interessengemeinschaft mit der Firma Gebrüder Picht & Co. ein. 1898 fusionierte Nitsche & Günther mit seinem Hauptzulieferer, der Goldarbeiterfirma C. W. Muth; die bisherigen Eigentümer Emil und Gustav Muth wurden Mitgesellschafter und Mitglied der Geschäftsleitung.
Paul Nitsche und Ernst Nitsche reisten gemeinsam mit den Gebrüdern Muth von 1901 bis 1902 in die USA, um dort die Massenproduktion optischer Gebrauchsartikel zu studieren. Nach ihrer Rückkehr führten sie eine zentralisierte, maschinelle Fertigung ein und beendeten die traditionelle handwerkliche Produktion. Diese Umstellung führte zu monatelangen Arbeiterstreiks, ermöglichte aber ein rasantes Wachstum des Unternehmens. Diese Maßnahmen zeigten rasch Wirkung. Innerhalb nur eines Jahrzehnts entwickelte sich Nitsche & Günther zu einem modernen Industriebetrieb. Die Mitarbeiterzahlen stiegen von 1898 bis 1914 von 240 auf 1720 Mitarbeiter an. Nach dem Tod von Paul Nitsche übernahm Ernst Muth, Sohn von Emil Muth, die Geschäftsleitung des Unternehmens. Ernst Muth war der Vater des Industriedesigners Hans A. Muth.

## Aufstieg zum Marktführer
1902 führte das Unternehmen das „NG-Normalsystem“ zur Standardisierung von Fassungsgrößen ein. 1919 wurde die Firma, die zuvor als OHG geführt wurde, in eine Aktiengesellschaft umgewandelt. In der Zwischenkriegszeit entwickelte sich Nitsche & Günther zum größten Unternehmen der optischen Fassungsindustrie in Europa mit einem breiten Sortiment an Brillenfassungen, -gläsern, Werkstattmaschinen und anderen optischen Artikeln.

## Nachkriegszeit und Ende
Nach der Zerstörung, Demontage und Enteignung 1945 wurde das Unternehmen in den VEB Rathenower Optische Werke (ROW) überführt, der dem Kombinat Carl-Zeiss-Jena zugeordnet war. Ende 1991 wurde die ROW von der Treuhandanstalt in Einzelunternehmen privatisiert.